# Еспарцет безколючковий
Еспарцет безколючковий, еспарцет неозброєний (Onobrychis inermis) — вид квіткових рослин з родини бобових (Fabaceae).

## Морфологічна характеристика
Це багаторічна рослина 30–60 см заввишки. Прапор віночка коротший за човник. Гребінець боба без шипів, іноді тільки з 2–3 горбками по краю.

## Поширення
Росте у південно-східній Європі (Болгарія, Крим, Північний Кавказ, Південний Кавказ).
В Україні вид росте на степових луках і схилах — вказувався для Криму (окр. м. Керчі).